# Marijuš Levandovski
Marijuš Levandovski (polj. Mariusz Lewandowski; Legnica, 18. maj 1979) je bivši poljski fudbaler. Pozvan je u poljsku reprezentaciju za SP. 2006, a igrao je i na Evru 2008.

## Spoljašnje veze
- 90minut.pl